# Micose fungoide
Micose fungoide (AO 1945: micose fungóide), linfoma cutâneo de células T, granuloma fungoide ou Síndrome de Alibert-Bazin é um Linfoma não-Hodgkin cutâneo de linfócitos T. Apesar do nome popular não é uma micose, não é contagioso, e não tem nenhuma relação com fungos, é um linfoma. A denominação fungóide foi dada pelo dermatologista francês, Jean-Louis-Marc Alibert, em 1806, porque em alguns pacientes severos esses tumores pareciam cogumelos (fungoide significa, parecido com um fungo).
A origem primária é a pele, por causas desconhecidas, a evolução lenta e o prognóstico incerto. A doença permanece limitada à pele até atingir estádios avançados, quando pode estender-se a linfonodos e órgãos internos, mas existem muitas opções de tratamentos.
Está bem estabelecido que a micose fungóide é um linfoma predominantemente de células T auxiliares (helper), com aumento da relação de linfócitos T auxiliares/T supressores nos infiltrados das lesões, o que não difere muito do encontrado em outras dermatoses inflamatórias. Isto sugere que a micose fungóide começaria como um processo inflamatório para depois se transformar num processo neoplásico de baixo grau de malignização. Também foi demonstrado que existe uma alteração na expressão de antígenos T nas células da micose fungóide. Em geral, os linfócitos neoplásicos expressam os antígenos TCD2, CD3, CD4 e CD5, porém mostram perda ou diminuição dos antígenos CD7 e CD8. Cada paciente desenvolve um único clone de células malignas com um único receptor de superfície.

## Epidemiologia

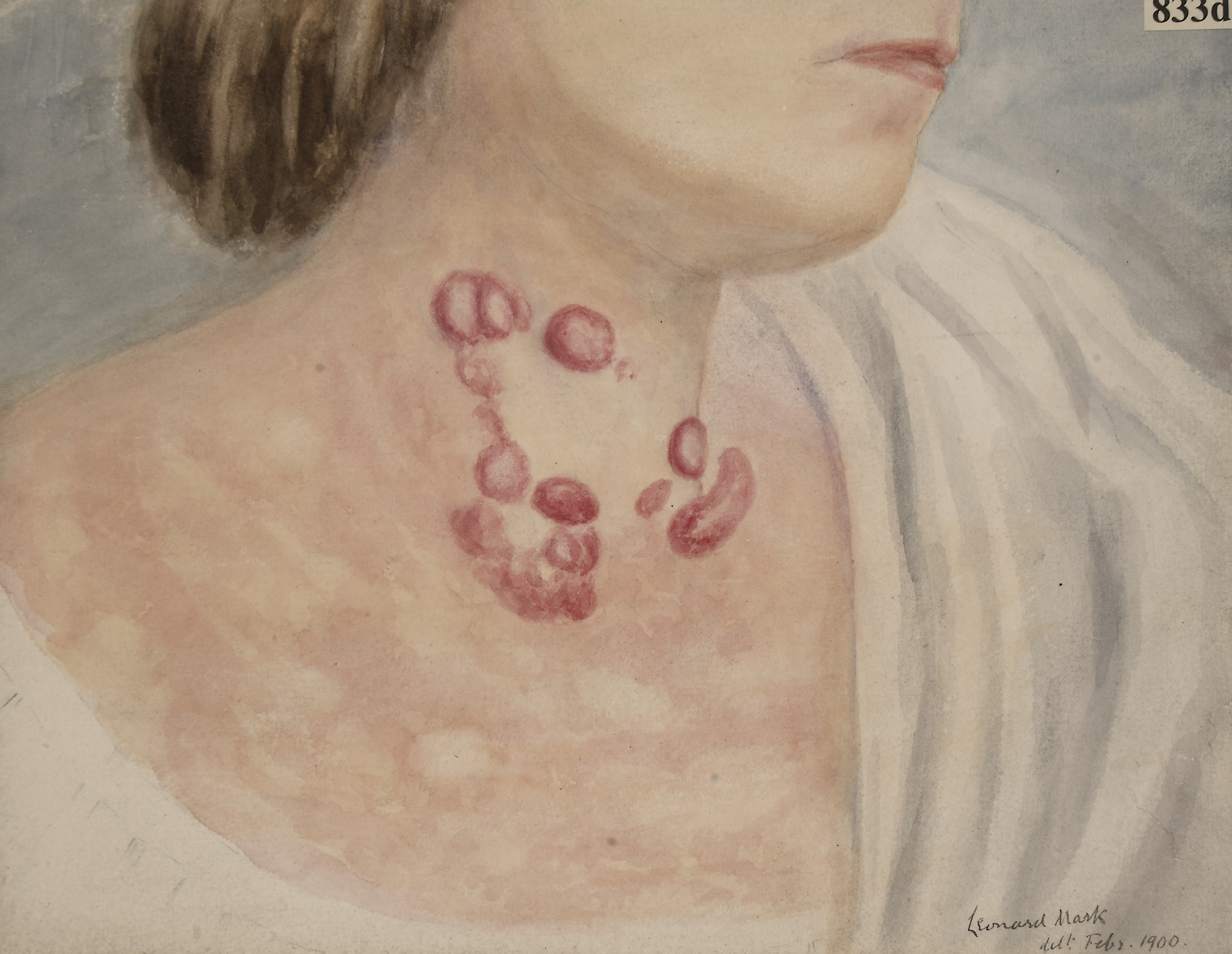
Podem aparecer como placas arredondadas ou ovais, difusas, descamativas, lisas e elevadas. As placas podem variar de tamanho e forma, regredir espontaneamente, permanecer estáveis ou formar mais nódulos e tumores.

Também conhecido como linfoma de células T CD4 cutâneo, é a forma mais frequentemente diagnosticada por dermatologistas que por hematologistas e clínicos gerais. É o mais comum dos linfomas cutâneos e estima-se que cerca de 1.000 casos novos são diagnosticados anualmente nos Estados Unidos. Dois terços das pessoas acometidas estão entre 45 e 69 anos de idade. A micose fungóide acomete todas as raças e parece haver uma discreta prevalência no sexo masculino (1,5:1).

## Estágios Evolutivos
Clinicamente, a micose fungóide se divide em três estágios ou fases evolutivas: pré-micósico, infiltrativo e tumoral.

### Fase Pré-micósica
No estágio inicial, há máculas únicas ou múltiplas, eritematosas, descamativas, de diferentes tamanhos e geralmente bem definidas; podem variar do laranja ao vermelho-violeta, podendo existir áreas de atrofia e telangiectasia, e acometem preferencialmente as áreas não-expostas (nádegas, regiões inguinais e inframamárias). Podem ser assintomáticas ou intensamente pruriginosas. Por vezes desaparecem antes de deixar cicatriz ou deixando apenas uma discreta hiperpigmentação. Esse estágio pode durar meses ou anos antes de progredir para o próximo estágio.

### Fase infiltrativa

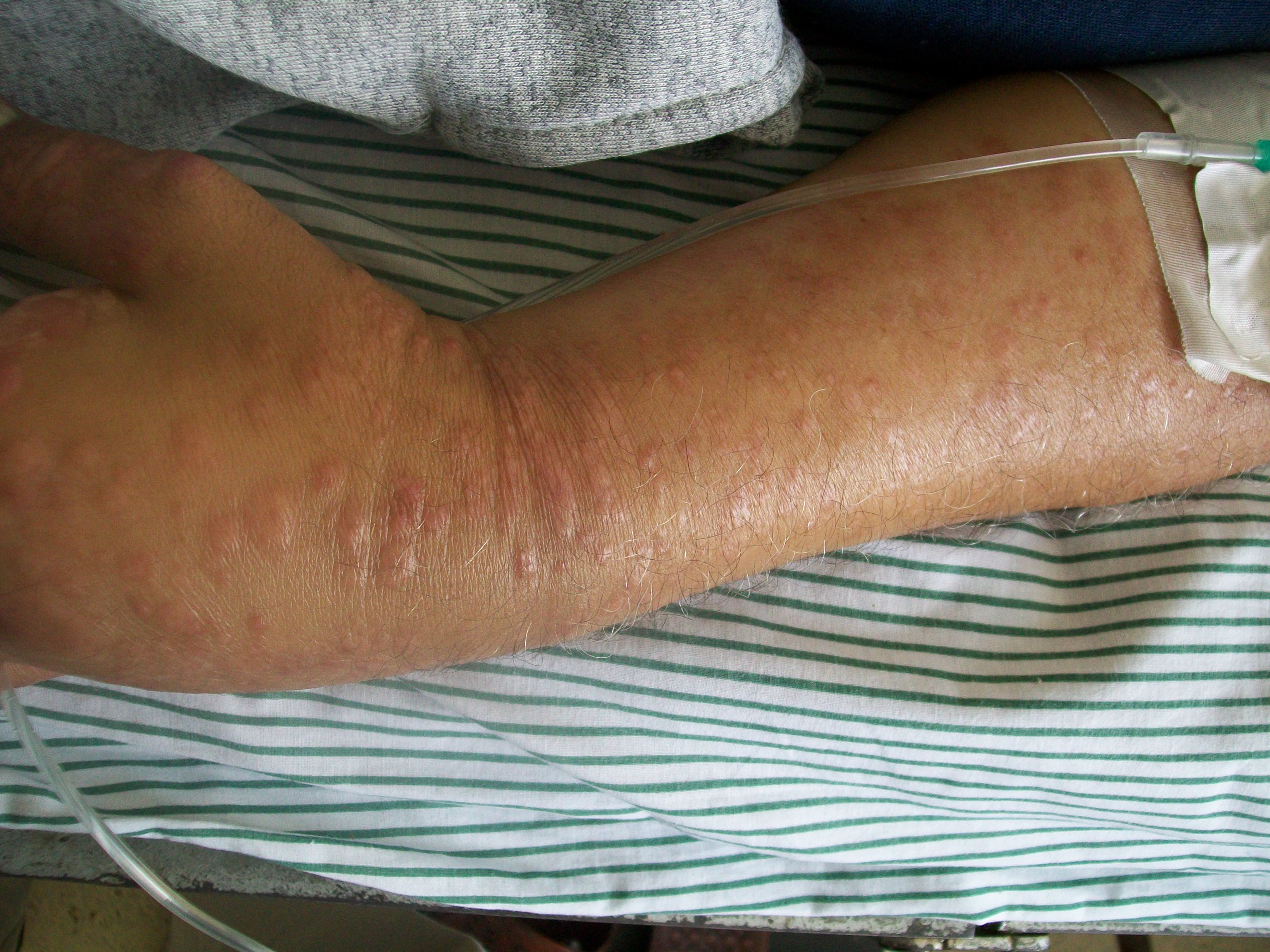
São mais comuns nos braços e pernas. As placas são parecidas com as de eczemas ou psoríase.

Na fase infiltrativa da micose fungóide, as manifestações clínicas e histopatológicas são características. Tais manifestações constam de placas bem demarcadas, descamativas, elevadas, de cor vermelha a violácea e com enduração variável. As lesões nesse estágio podem também regredir espontaneamente ou coalescer para formar grandes placas com bordas arciformes ou serpinginosas, com clareamento central, superfície lisa ou ligeiramente escamosa, e ocorrer hiper ou hipopigmentação com ou sem poiquilodermia. Essas lesões podem ocorrer sobre áreas onde existiam lesões da fase inicial ou sobre pele sã. Quando lesões infiltrativas atingem a face podem levar à fácies leonina.

### Fase tumoral
Nesse estágio, aparecem lesões tumorais em número variável, vermelho-amarronzadas ou violáceas, de superfície lisa, mas frequentemente ulceram e podem tornar-se secundariamente infectadas. As lesões são estáveis e o prurido intenso das fases iniciais tende a desaparecer. Essas lesões ocorrem sob placas ou máculas preexistentes, o que mostra a evolução em fases e o crescimento em profundidade. Têm predileção pela face e pelas dobras: axilas, virilhas, fossa anticubital, e, em mulheres, pela região inframamária; entretanto, podem ocorrer em qualquer localização.
O estudo histopatológico dessas lesões revela menos epidermotropismo e maior atipia e pleomorfismo do infiltrado. Este último é nodular, composto por linfócitos muito atípicos com núcleo grande, pleomórfico e convoluto, além de nucléolo proeminente.

### Síndrome de Sézary
Assim como qualquer linfoma, a micose fungóide pode leucemizar, dando origem a Síndrome de Sézary, ou seja, a expressão eritrodérmica dos linfomas cutâneos de células T.
Essa síndrome é caracterizada por uma tríade: eritrodermia, adenopatia generalizada e presença de células de Sézary no sangue periférico. Outras manifestações da Síndrome de Sézary são ceratodermia palmoplantar, alterações ungueais, alopécia e prurido intenso com consequente liquenificação.
Recentemente, os critérios para diagnóstico dessa síndrome incluem um ou mais dos seguintes: contagem absoluta de células de Sézary de pelo menos 1000 células/mm³; demonstração de aumento da população de células T CD4+, resultando em uma razão CD4/CD8 maior que 10, perda de um ou todos os antígenos de células T CD2, CD3, CD4 e CD5, ou ambos; ou demonstração de um clone de células T tumorais no sangue periférico por métodos moleculares ou citogenéticos.

## Tratamento
Raramente, os pacientes com mucose fungóide localizada de estágio inicial podem ser curados com radioterapia, muitas vezes com irradiação total da pele com feixes de elétrons. A doença mais avançada tem sido tratada com glicocorticóides tópicos, mostarda nitrogenada tópica, irradiação com feixe de elétrons, anticorpos, toxinas de fusão, interferona e terapia citotóxica sistêmica. Infelizmente esses tratamentos são paliativos. A doença também pode ser tratada por fototerapia. 